# Middlesbrough (stacja kolejowa)
Middlesbrough – stacja kolejowa w Middlesbrough, w hrabstwie North Yorkshire, w Anglii. Znajdują się tu 2 perony.